# Vehículo de inversión estructurado
Un vehículo de inversión estructurado (conocido por su abreviatura SIV, a partir de su denominación en inglés, Structured investment vehicle), era un tipo de empresa operativa financiera creada para ganar un margen entre sus activos y pasivos como un banco tradicional. La estrategia de los SIVs era tomar dinero prestado emitiendo valores a corto plazo, como papel comercial, valores de medio plazo y bonos públicos a bajo tipo de interés y posteriormente prestar ese dinero comprando activos a más largo plazo con mayores tipos de interés, atribuyéndose la diferencia en los tipos al inversor como beneficio. Los activos a largo plazo podían ser, entre otros, titulizaciones sobre hipotecas, préstamos para la compra de automóviles, préstamos estudiantiles, titulizaciones de tarjetas de crédito y bonos de bancos y empresas. Como consecuencia de esta estructura, los SIVs fueron considerados como parte del sistema bancario en la sombra. 

## Historia
Inventados por Citigroup en 1988, los SIVs fueron populares hasta el crash del mercado de 2008. Los SIVs eran un tipo de producto financiero estructurado. Normalmente oscilaban entre 1000 millones de dólares hasta 30.000 millones de tamaño, e invertían en un amplio rango de valores garantizados por activos, así como en ciertos bonos corporativos. Los SIVs tenían una estructura con final abierto (o evergreen). Tenían la intención de mantenerse operativos de modo indefinido comprando nuevos activos a medida que los antiguos maduraban, de modo similar a un banco. Un gestor de un SIV tenía permiso para intercambiar inversiones sin facilitar a los inversores transparencia sobre cada activo, facilitando a cambio informes mensuales sobre su cartera. 
En su momento álgido hacia julio de 2007, los SIVs disponían de activos bajo su gestión por importe superior a 400.000 millones de dólares.

## Desaparición
En octubre de 2008, tras la crisis de las hipotecas subprime, todos los SIVs desaparecieron.